# De Witt Dordrecht
De Witt Dordrecht is een bioscoop en zalencomplex in de stad Dordrecht, in de Nederlandse provincie Zuid-Holland. De bioscoop, geopend in september 2013, begon als een tweede vestiging van het van oorsprong Amsterdamse The Movies.
In 2023 is het complex verbouwd en kreeg het ook een nieuwe naam. Volgens de eigenaren is de link met de Amsterdamse Movies klein geworden.  

## Voorgeschiedenis
Na de sluiting in 2006 van het JT Bioscopen-filiaal aan de Visstraat, had Dordrecht geen eigen bioscoop. Ook het enige filmhuis Cinode werd in 2012 gesloten.